# Плютей ивовый
Плюте́й и́вовый (Pluteus salicinus) — гриб рода Плютей. В системе рода Плютей С. П. Вассера этот вид относится к секции Fibulatus подрода Pluteus, в системе Э. Веллинги к секции Pluteus.
Вассером плютей ивовый описывается как «малоизвестный съедобный гриб», что очевидно является ошибкой, поскольку сам автор указывает на обнаружение в 1981 году у американского образца (из штата Иллинойс) галлюциногенных веществ — псилоцина и псилоцибина. Позже эти галлюциногены были обнаружены и в плодовых телах, собранных в Европе. В высушенных грибах содержание псилоцибина составляет 0,21—0,35 %, псилоцина — 0,011—0,05 %.
Синонимы
- Agaricus salicinus Pers., 1798 basionym
- Pluteus salicinus var. beryllus Sacc., 1887
- Rhodosporus salicinus (Pers.) J. Schröt., 1889
- Pluteus petasatus sensu Ricken (1913) — ошибочно употребляемый омоним плютея благородного (Pluteus petasatus (Fr.) Gill., 1876)

## Описание
Шляпка диаметром 2—7 сантиметров, толстомясистая, от колокольчатой или полуокруглой до плоско-распростёртой, с низким бугорком, гигрофанная. Край тонкомясистый. Поверхность блестящая, волокнисто-морщинистая, в центре иногда мелкочешуйчатая,  сероватая, пепельно-серая, с голубым или розово-бурым оттенком, в центре более тёмная.
Пластинки свободные, тонкие, частые, с пластиночками, от беловато-кремового или розоватого до розового цвета. 
Ножка 2—12×0,2—0,7 см, цилиндрическая, центральная, ровная, в основании может быть вздутая. Поверхность блестящая, беловато-голубоватая, с возрастом приобретает серовато-оливковый оттенок, у основания волокнистая.
Мякоть серовато-белая, с кисловатым вкусом и слабым анисовым запахом, на срезе не изменяется или приобретает зеленоватую окраску.
Остатки покрывал отсутствуют, споровый порошок розовый.
Споры гладкие, от широкоэллипсоидных до яйцевидных, 6,5—9(10)×4,5—6,5 мкм.
Гифы кожицы шляпки c пряжками, шириной 10—20 мкм, состоят из цилиндрических или веретеновидных клеток, содержащих коричневато-сероватоый пигмент. Покровы ножки состоят из бесцветных цилиндрических гиф шириной 5—10 мкм, с пряжками.
Базидии четырёхспоровые, размерами 20—45×7—10 мкм, тонкостенные, булавовидные, бесцветные.
Хейлоцистиды размерами 30—80×10—22 мкм, булавовидные или грушевидные, тонкостенные, бесцветные, многочисленные. Плевроцистиды 70—110×13—25 мкм, булавовидные, веретеновидные или грушевидные, толстостенные, бесцветные, обычно несут апикулярный придаток с 2—5 зубцами или крючковидными отростками.

## Сходные виды
По морфологическим признакам и экологии плютей ивовый хорошо отличается от других представителей рода.
С ним можно спутать мелкие и светлоокрашенные экземпляры плютея оленьего, которые надёжно отличаются при микроскопировании, по отсутствию пряжек на мицелии.

## Экология и распространение
Сапротроф на остатках древесины ольхи, ивы, тополя, дуба, бука, растёт также у корней деревьев в лесах, парках. Встречается редко. Известен во многих странах Европы (кроме Балканского полуострова) и Закавказья (Азербайджан), в Северной Африке (Марокко), в Азии (Западная Сибирь, Приморский край России, Китай, Вьетнам, Япония), в Северной Америке. В Европейской части России известен в Ленинградской области.
Сезон: июнь — октябрь.